# 伊戈尔·斯特拉文斯基
伊戈尔·费奥多罗维奇·斯特拉文斯基（俄语：Игорь Фёдорович Стравинский，1882年6月17日—1971年4月6日），又譯斯特拉温斯基，作曲家、鋼琴家及指揮，20世纪现代音乐的代表人物，擁有俄羅斯、法國與美國三國國籍。革新过三个不同的音乐流派：原始主义、新古典主义以及序列主义。被人们誉为是音乐界中的毕加索。
斯特拉文斯基作曲風格有許多的變化。他最早因為谢尔盖·达基列夫委託的三部芭蕾舞剧而出名，而首演是由佳吉列夫的俄罗斯芭蕾舞团在巴黎首演：1910年的《火鳥》、1911年的《彼得鲁什卡》及1913年的《春之祭》。其中的《春之祭》讓往後的作曲者思考旋律的結構，也認為是讓斯特拉文斯基有長久聲譽的關鍵，革命性地拓展了音樂設計的邊界。他在「俄國時期」的作品有《狐狸》、《士兵的故事》及《婚禮》，不過在之後的1920年代他的風格轉變成新古典主义音乐，這個時期的作品傾向使用傳統的古典音樂型式（大协奏曲、赋格及交響曲），使用許多以前（特別是18世紀）的古典音樂風格。斯特拉文斯基在1950年代轉換為序列主义風格，他這個時期的作品和以往的作品有些共有的風格：富有節奏性、用一些二個音符或是三個音符的cell建構出延伸的音樂概念、及在音樂形式及樂器學上的清晰明確。

## 生平

### 俄羅斯時期

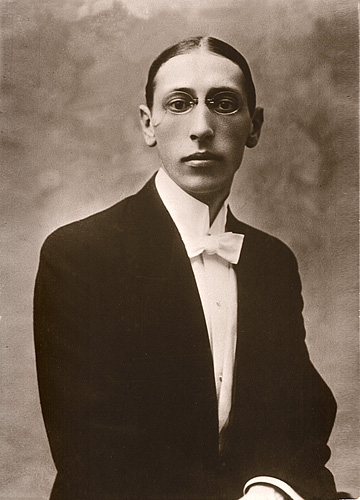
斯特拉文斯基，1903年

1882年6月17日，伊戈尔·费奥多罗维奇·斯特拉文斯基出生于圣彼得堡附近的奥拉宁堡，父亲是乌克兰人，母亲是俄罗斯人。父亲在圣彼得堡马林斯基剧院当男低音歌手。自小受父亲影响展现出非凡的音乐才华。9岁开始学习钢琴和作曲。
雖然斯特拉文斯基對音樂相當熱衷，但他的父母希望他学习法律，因此中学毕业之后，在1901年进入圣彼得堡大学学习法律，但他四年只修了不到五十門的課程:565。1902年夏天，结识了著名作曲家里姆斯基－科萨科夫，并成为他的門生，从此便开始了其作曲生涯。斯特拉文斯基的父親在1902年過世，而斯特拉文斯基那年花在音樂上的時間已經比學習法律的時間要多了。後來斯特拉文斯基一直不參加他的法律期終考試，在1906年4月時大学毕业，獲得了半課程文憑
1905年時斯特拉文斯基和其從小就認識的表姐凯瑟琳·诺申科（1880年生，Yekaterina Gavrilovna Nosenko）訂婚:5，雖然正教會反對表姐弟結婚，但他們仍在1906年1月23日結婚。後來陸續在1907年及1908年生了Fyodor及Ludmila二個小孩:11–12。
1909年時，第一部管弦乐作品《烟火》在圣彼得堡首演，被俄罗斯芭蕾舞团经理兼舞剧编导佳吉列夫（Sergei Diaghilev）所欣赏，邀请他为其芭蕾舞团创作芭蕾音樂《火鳥》:15–16。

### 瑞士時期

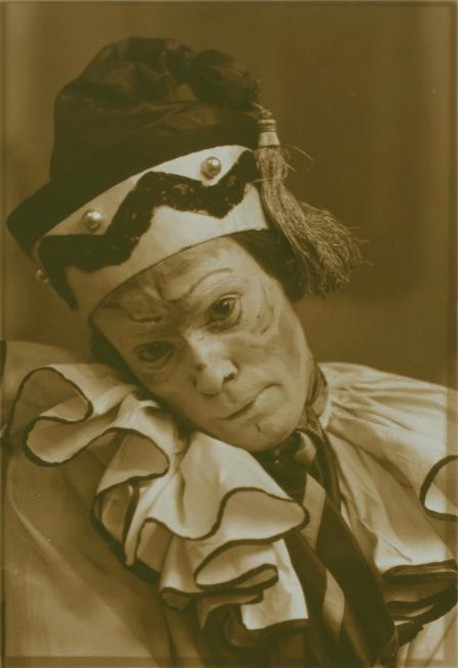
1910年至1911年，瓦斯拉夫·弗米契·尼金斯基（Vaslav Nijinsky）飾演彼得魯什卡

1910年6月25日芭蕾舞剧《火鳥》在巴黎首演，因此斯特拉文斯基一夜成名:142–43。排練過程中，斯特拉文斯基在巴黎和他在烏克蘭乌斯季卢格的家中往返。後來在1910年9月初搬到瑞士的克拉倫斯:145，之後的四年他們全家夏天住在俄羅斯，冬天住在瑞士。這段時間斯特拉文斯基也创作了大量芭蕾舞曲。
1913年時《春之祭》在蒙田大街的香榭丽舍剧院首演。观众由于这部作品的彻底反传统性而极其不满，几乎在剧场内酿成一场暴动。从此斯特拉文斯基便成了与勋伯格一样当时最为激进的先锋派作曲家，同年結識了可可·香奈兒。
1915年第一次世界大战爆发。斯特拉文斯基所有的私人财产都被没收，从此不得不为生计而工作。作品配器方面显得十分节俭（为了避免动用大乐团），以适应当时的经济状况。

### 法國時期
1920年5月15日《普爾欽奈拉》在巴黎首演，斯特拉文斯基全家在同年的6月8日搬離瑞士，希望在巴黎找到可以負擔的住處:315。可可·香奈爾知道斯特拉文斯基一家經濟上的困境，邀請他們一家住在她位在巴黎市郊的別墅，直到他們找到合適的住處為止。斯特拉文斯基一家在9月第2週到達:318。香奈爾也努力促使斯特拉文斯基《春之祭》的第二次演出（1920年12月），並且送了一份匿名的禮物給佳吉列夫，據說有三十萬法郎:319。
经过一系列探索後，斯特拉文斯基在1920年代创立了新古典主义，喊出了“回到巴赫”的口号。之后芭蕾舞剧的创作逐渐减少，而将创作的重心集中到歌剧及室内乐上。并与其他艺术门类的艺术家密切交往。其中对其影响最大的是艺术大师毕加索。斯特拉文斯基在进行新古典主义创作的同时，也对爵士乐产生了兴趣。

### 美國時期及以後
1938年時，斯特拉文斯基的女儿、妻子和老母亲相继去世，再加上希特勒侵占波兰和二战的爆发，促使斯特拉文斯基前往美国谋生。斯特拉文斯基住在加州的西好莱坞，他最常待在洛杉磯，在1945年後成為美國公民:390。

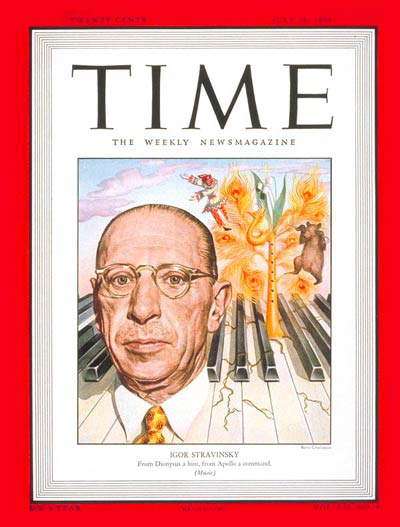
斯特拉文斯基為1948的時代雜誌封面人物

斯特拉文斯基在加入美国国籍之后，乐曲中爵士乐的风格越发浓郁；而在作曲上重新开始创作大型作品。在完成了歌剧《浪子的历程》之后，斯特拉文斯基开始对序列主义产生兴趣。在1950年代初开始运用十二音体系来写作。1956年，开始运用整体序列主义。他将荀白克及其弟子韦伯恩的作曲技法加以改造，形成了他个人的风格。1960年代之后的作品逐渐减少。
斯特拉文斯基在1962年又重新回到俄国。与此期间，出版了大量的访谈录、回忆录。1970年，由于健康原因，回到纽约。1971年4月6日因心臟衰竭於美國去世，死后葬于威尼斯。
在好萊塢星光大道有一顆斯特拉文斯基的星星。斯特拉文斯基去世以後，1987年的葛萊美獎將終身成就獎頒給斯特拉文斯基。

## 风格

### 早期（1907-1919）
- 受到里姆斯基－科萨科夫影响，作品当中帶有強烈的印象主义色彩。
- 《火鳥》之后，逐漸向原始主义靠攏。作品大多為芭蕾音樂。《春之祭》是這一時期的代表。

原始主義作品時而神秘，時而又充滿了咆哮與嘶鳴。大量運用不协和音及不對稱節奏，旋律卻極為短小。

### 中期（1920-1954）
作品进入了新古典主义时期，作品显得理智、冷漠、客观。在融入爵士风格的过程中，却产生了一种怪异、嘲讽的特色。这一时期的代表作为《士兵的故事》。

### 后期（1954-1968）
运用十二音和总体序列主义来进行创作，将两种长期分裂的音乐潮流融合到一起。

## 影响
斯特拉文斯基是20世纪获得荣誉最多的音乐家之一。他的作品在全世界范围内盛演不衰。他与季贾列夫、毕加索和让·科克托等艺术家的交往也称为了艺术领域的一段佳话。斯特拉文斯基本人那数量众多、风格迥异的作品也为当时的青年作曲家所广泛借鉴。

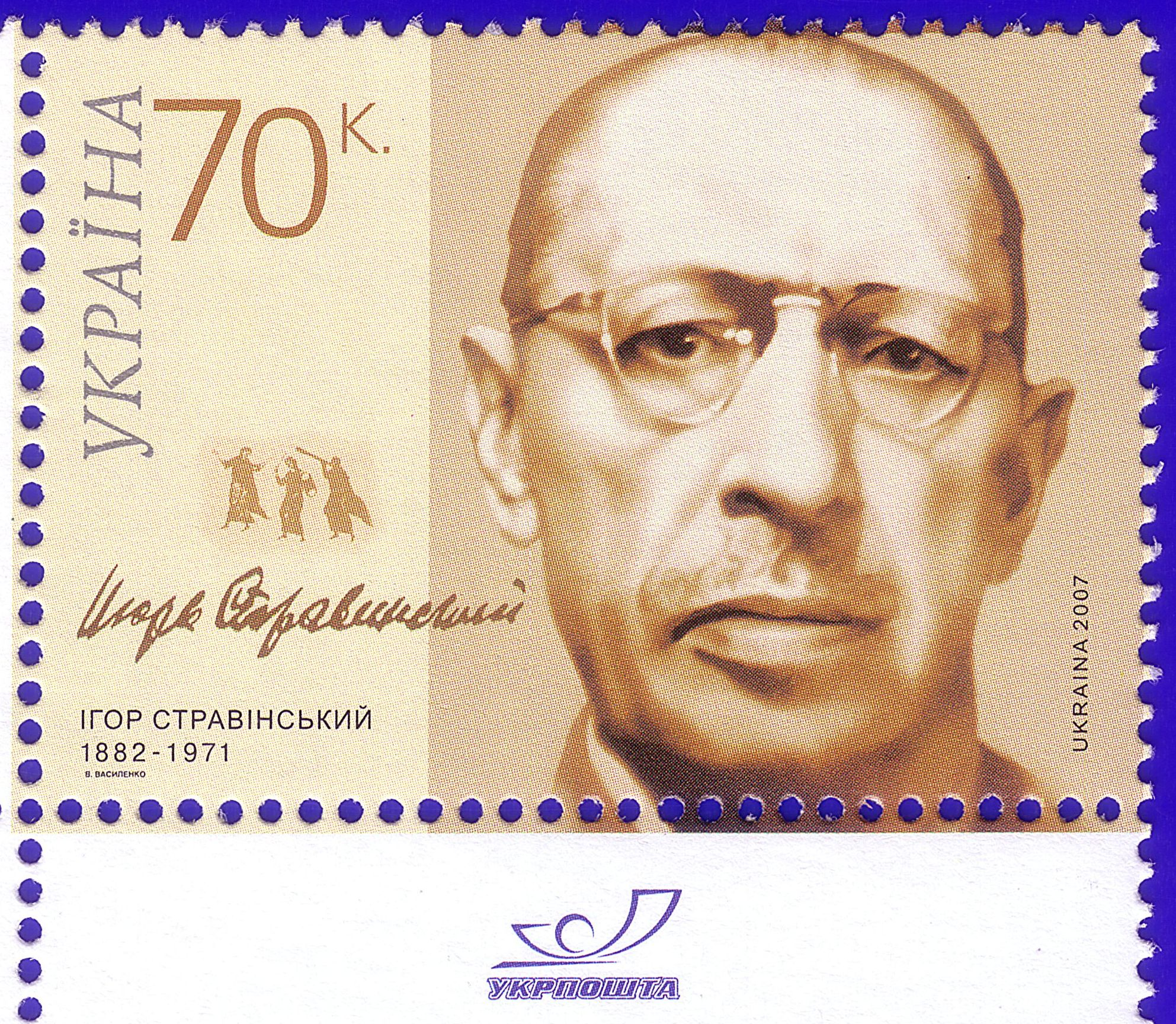
2007年發行的烏克蘭郵票

### 诠释斯特拉文斯基的名家
- 以穆拉文斯基为代表的俄国学院派
- 法国指挥家皮埃尔·布列兹
- 瑞士指挥家恩奈斯特·安塞美
- 日本指挥家小泽征尔

## 主要作品

### 歌剧与舞台作品
- 《夜莺》（Die Nachtigall，1914，改编自安徒生童话《国王与夜莺》）
- 《狐狸》（1915）
- 《士兵的故事》（The Soldier's Tale，1918）
- 《玛芙拉》（Mavra，1922）
- 《伊底帕斯王》（Oedipus Rex，1927）
- 《珀耳塞福涅》（Persephone，1934）
- 《浪子的結局》（The Rake's Progress，1951）
- 《洪水》（The Flood，1961-1962）

### 芭蕾舞剧
- 《火鸟》（The Firebird，1910）
- 《彼得鲁什卡》（Petrushka，1911）
- 《春之祭》（The Rite of Spring，1913，修改于1922和1943）
- 《普尔钦奈拉》（Pulcinella，1920）
- 《婚礼》（Les Noces，1923）
- 《众神领袖阿波罗》（Apollon musagète，1928，修改于1947）
- 《精灵之吻 》（Le baiser de la fée，1928，修改于1950）
- 《纸牌游戏》（Jeu de cartes，1936）
- 《芭蕾场景》（Scènes de ballet，1944）
- 《奥尔菲斯》（Orpheus，1948）
- 《競賽》（Agon，1957，采用十二音列法创作）

### 声乐作品
- Swesdoliki (Der Sterngesichtige) oder Le Roi des étoiles für Männerchor und Orchester（1911/12）
- Pater noster, Motette für gemischten Chor（1926）
- 《诗篇交响曲》（Symphony of Psalms，1930）
- Ave Maria für gemischten Chor（1934）
- Babel für Sprecher, zweistimmigen Männerchor und Orchester（1944, Schlusssatz der Genesis Suite）
- Mass für Chor und Orchester（UA 1948）
- 《安魂圣歌》（Requiem Canticles，1965-1966）

### 交响乐作品
- 《降E大调交响曲》，Op. 1（1905–1907）
- Faune et bergère, Suite für Gesang und Orchester, Op. 2
- 《煙火》（Fireworks，1909）
- 《夜莺之歌》（Le Chant du Rossignol，1917）
- 《木管交响曲》（Symphonies d'instruments à vent，1920/1945–1947）
- 《木管八重奏》（1922–1923）
- 《钢琴与铜管协奏曲》（1923–1924）
- 《D大调小提琴协奏曲》（Concerto en ré pour violon et orchestre，1931）
- 《拉格泰姆》（Ragtime,1918）
- 《敦巴顿橡树园》（室内乐团交响曲，Dumbarton Oaks Concerto，1937/38）
- Sinfonie in C（1939/40）
- Vier norwegische Impressionen（1942）
- Zirkuspolka（1942/44）
- Sinfonie in 3 Sätzen（1942–1945）
- Scherzo à la Russe（1944）
- 《乌木协奏曲》（Ebony Concerto，为单簧管与爵士乐团所作，1945）
- Concerto in D für Streichorchester（1947）
- Fanfare for a new Theatre（1964）

### 钢琴作品
- 4 Etüden op. 7（1908）
- Piano-Rag-Musik（1919）
- Trois mouvements de Petrouchka (2- und 4-händige Version)（1921）
- Sonate pour piano（1924）
- Serenade en la (in A)（1925）
- Concerto for Two Pianos（1935）
- Tango（1940）

### 商業錄音
- 史特拉汶斯基指揮史特拉汶斯基芭蕾音樂《火鳥》、《彼得鲁什卡》及《春之祭》，哥倫比亞交響樂團，CBS